# Marc Allégret
Marc Allégret (Basilea, 22 dicembre 1900 – Parigi, 3 novembre 1973) è stato un regista e sceneggiatore francese, fratello maggiore del regista Yves Allégret.

## Biografia

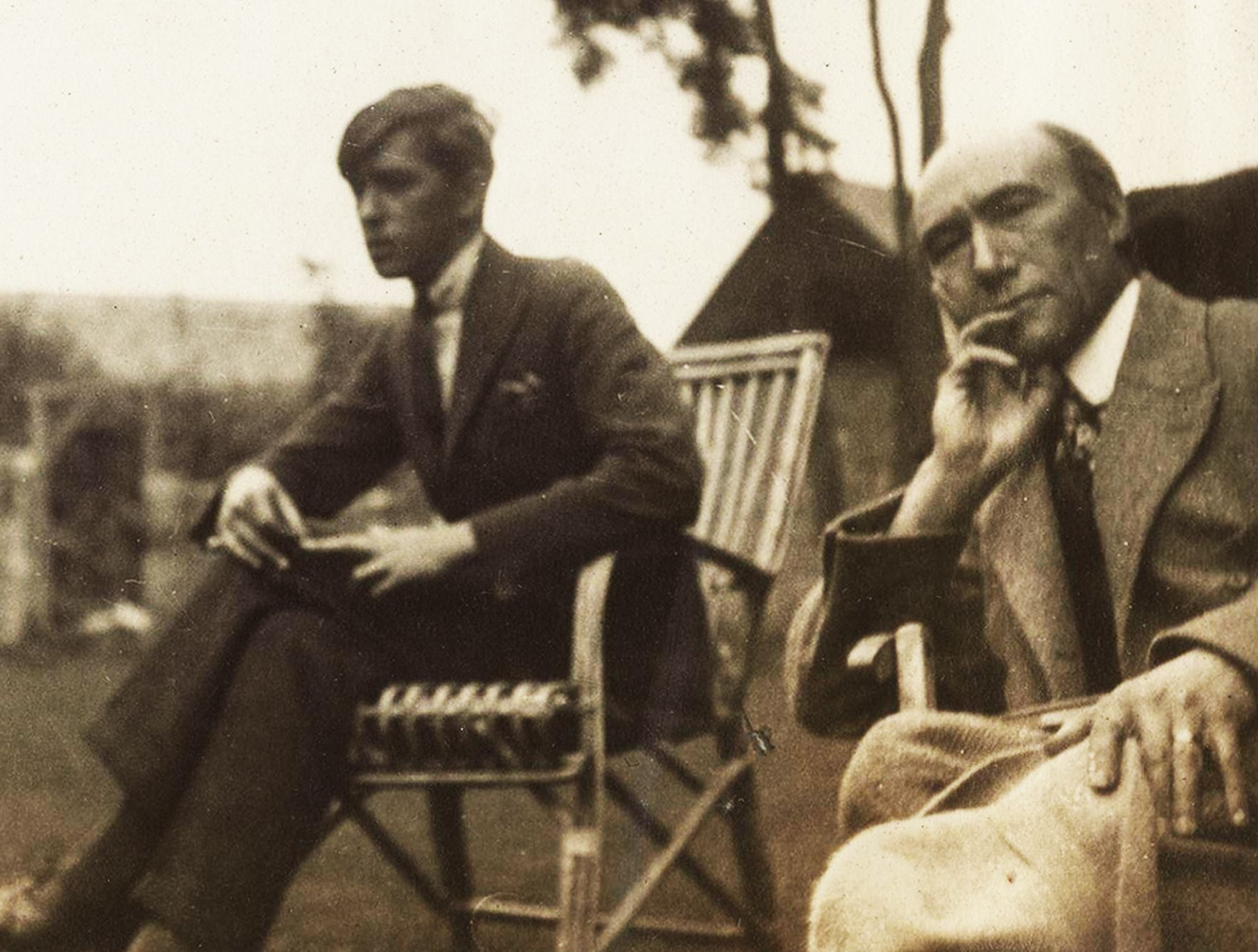
Marc Allégret (a sinistra) e André Gide nel 1920, di Lady Ottoline Morrell (1873-1938)

Allégret esordì nel 1927 con un documentario realizzato assieme ad André Gide dal titolo Voyage au Congo, ma in seguito non riuscì a esprimere completamente le sue qualità se non a tratti, come in Ragazze folli (1938), ambientato in una scuola di recitazione, che può essere considerato il suo capolavoro grazie soprattutto alla schiera di collaboratori, dagli sceneggiatori (André Cavin, André Cayatte e Henri Jeanson), all'operatore (Christian Matras), al musicista (Georges Auric), agli attori (Louis Jouvet, Claude Dauphin e Odette Joyeux).
Nel dopoguerra venne invitato a lavorare in diversi Paesi europei e in Canada. In Italia girò L'amante di Paride (1954) e Femmina (1954), entrambi interpretati da Hedy Lamarr.
Allégret seppe valorizzare i talenti femminili e contribuì al successo di Brigitte Bardot con il film Miss spogliarello (1956).
I film girati negli anni seguenti riuscirono difficilmente a uscire dalla mediocrità, tranne Le bal du comte d'Orgel (1970), tratto da un lavoro di Raymond Radiguet, che può considerarsi opera pregevole.

## Filmografia

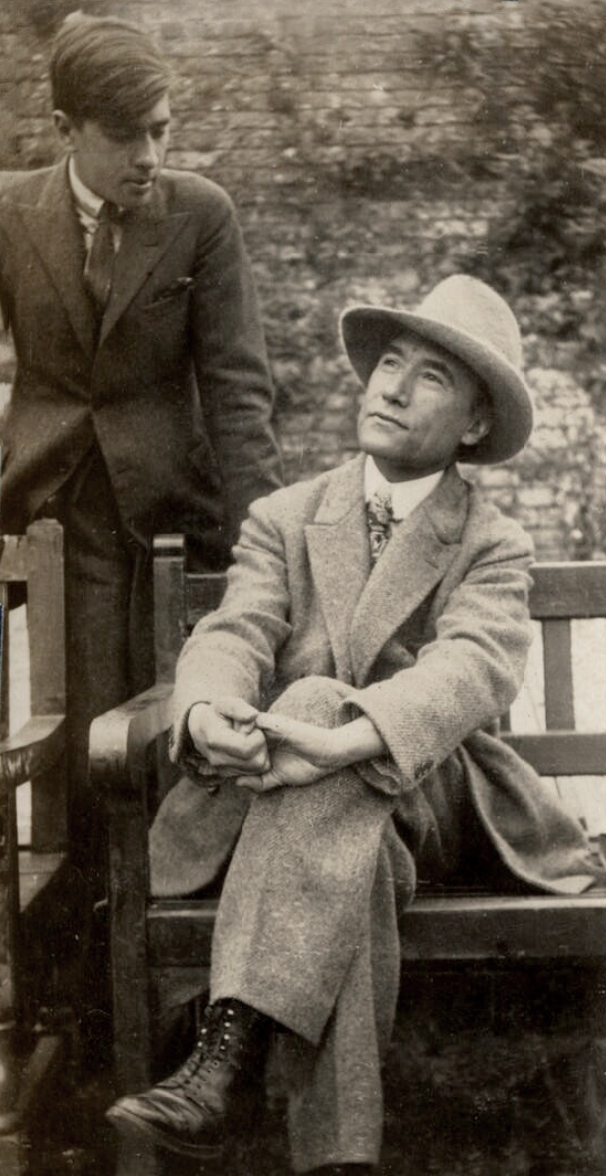
Marc Allégret e André Gide

### Regista
- La Meilleure bobonne - cortometraggio (1930)
- Attaque nocturne (1931) - cortometraggio
- Santarellina (Mam'zelle Nitouche) (1931)
- Fanny (1932)
- Senza famiglia (Sans famille) (1934)
- Il lago delle vergini (Lac aux Dames) (1934)
- Zouzou (1934)
- Il sentiero della felicità (Les beaux jours) (1935)
- Il caso del giurato Morestan (Gribouille) (1937)
- La dama di Malacca (La Dame de Malacca) (1937)
- Ragazze folli (Entreé des artistes) (1938)
- Delirio (Orage) (1938)
- Cercasi padrone (Parade en sept nuits) (1941)
- L'Arlésienne (1942)
- Rondini in volo (Les petites du quai aux fleurs) (1944)
- Quello che mi è costato amare (Pétrus) (1946)
- Stirpe dannata (Blanche Fury) (1948)
- André Gide (Avec André Gide) (1951)
- Il peccato di Giulietta (Julietta) (1953)
- L'amante di Paride (1954)
- L'eterna femmina (1954)
- L'amante di Lady Chatterley (L'amant de Lady Chatterley) (1955)
- Ragazze folli (Futures vedettes) (1955)
- Miss spogliarello (En effeuillant la marguerite) (1956)
- Fatti bella e taci (Sois belle et tais-toi) (1958)
- Una strana domenica (Un drôle de dimanche) (1958)
- Mia moglie, le modelle ed io (Ma femme, mon gosse et moi) (1958)
- La notte e il desiderio (Les démons de minuit) (1961)
- Sophie, episodio di Le parigine (Les parisiennes) (1962)

### Sceneggiatore
- L'Amour à l'américaine, regia di Claude Heymann e Pál Fejös (1931)